# Sindrome di Münchhausen per procura
La sindrome di Münchhausen per procura (sigla: MSP, dal termine inglese Munchausen syndrome by proxy), conosciuta anche come sindrome di Polle (Polle era il figlio del barone di Münchhausen, morto infante in circostanze misteriose), è un disturbo mentale che affligge genitori o tutori (solitamente le madri) e li spinge a simulare o a provocare una malattia alla prole (o ad altra persona incapace, ad esempio un familiare disabile o, in alcuni casi, anche a un animale domestico) per farlo credere malato e attirare l'attenzione su di sé. Il genitore/tutore viene così a godere della stima e dell'affetto delle altre persone perché apparentemente si preoccupa della salute della prole. Il nome deriva dalla sindrome di Münchhausen, nella quale il paziente si fa del male per farsi credere malato e attirare l'attenzione su di sé.
È una sindrome caratterizzata da patologie multiple nel bambino, tra cui ipoevolutismo somatico, dismorfismi di varia natura, manifestazioni ematiche, respiratorie, gastrointestinali, otorinolarigoiatriche e disfunzioni a carico dei vari organi. La sintomatologia può manifestarsi attraverso sepsi, diarree, febbri, crisi epilettiche e così via. Questo tipo di sindrome è molto complessa da descrivere perché intervengono le caratteristiche del bambino legate all'età, alla sua dipendenza dall'abusante e alla sua capacità di comunicare. Spesso l'abuso trova colpevoli, o quantomeno indifferenti, tutti i membri della famiglia che inconsapevolmente profittano della situazione per mantenere la stabilità e l'unità familiare e negare i conflitti. Questa sindrome costituisce un serio abuso sugli infanti.
Nel DSM-5 (2013) è stato inserito nella categoria dei Disturbi fittizi, venendo rinominato come disturbo fittizio provocato da altri.

## Definizioni
La caratteristica fondamentale della sindrome di Münchausen per procura (Münchausen Syndrome by Proxy – MSP) è il coinvolgimento di un genitore, solitamente la madre, che provoca i sintomi di una malattia nel figlio.
Il primo a introdurre la dicitura di MSP fu il pediatra inglese Roy Meadow, in una pubblicazione del 1977. Il DSM-IV definisce la MSP come Disturbo fittizio con segni e sintomi fisici predominanti (codice: 300.19)” e nel DSM-IV-TR è così descritto: La caratteristica essenziale è la produzione deliberata o simulazione di segni e sintomi fisici o psichici in un'altra persona che è affidata alle cure del soggetto. Tipicamente la vittima è un bambino piccolo e il responsabile è la madre del bambino. La motivazione di tale comportamento viene ritenuta essere il bisogno psicologico di assumere, per interposta persona, il ruolo di malato”. Meadow la definisce: “Situazione in cui i genitori, o inventando sintomi e segni che i propri figli non hanno, o procurando loro sintomi e disturbi (per esempio somministrando sostanze dannose), li espongono a una serie di accertamenti, esami, interventi che finiscono per danneggiarli o addirittura ucciderli”.
La durata media per stabilire una diagnosi di MSP generalmente supera i sei mesi, spesso un fratello o una sorella sono morti per cause non diagnosticate prima che sia scoperta la MSP. Gli studi esistenti sottolineano che si tratta di un disturbo la cui diffusione è molto probabilmente sottostimata, anche perché sono i casi più gravi (magari perché ospedalizzati) che arrivano a essere individuati.
La sindrome di Münchausen per procura può essere a tutti gli effetti considerata un abuso sui minori.

## Descrizione
La caratteristica principale della MSP è il coinvolgimento di un genitore, solitamente la madre, che di fatto provoca i sintomi del figlio. Solitamente i sintomi non sono caratteristici di malattie conosciute e questo confonde i pediatri e gli altri clinici e li induce a ulteriori accertamenti. In genere passa parecchio tempo prima che i medici comincino a prendere in considerazione l'idea che il malessere del piccolo paziente sia procurato dalla madre.
I metodi usati per creare sintomi nei figli sono eterogenei e spesso crudeli. Ad alcuni bambini sono state iniettate insulina o urine. Altri sono stati avvelenati con veleno per topi, purganti, arsenico, olio minerale, lassativi, tranquillanti e sedativi, sale da cucina e in un caso persino con massicce quantità di acqua. Tra gli attacchi fisici si sono verificati tra gli altri: punture di spillo sul viso e sul corpo, lesioni facciali da strumento o con unghie e soffocamento premendo una mano o un cuscino sul volto del figlio. Altri attacchi fisici ugualmente pericolosi sono stati la volontaria sottonutrizione e ambiente domestico sporco e trascurato, induzione di attacchi epilettici o perdita di coscienza. Una tecnica indiretta usata da queste madri è quella di falsificare le analisi di laboratorio, introducendo elementi estranei nei campioni, ad esempio con batteri di origine fecale o vaginali, alterando quindi i veri risultati delle analisi, o sostituendoli con altri di pazienti realmente malati.
La dottoressa Donna Rosenberg dell'Health Sciences Center dell'università del Colorado a Denver indica quattro principali caratteristiche della MSP:
1. la malattia del bambino viene simulata e/o provocata da un genitore o da chi ne fa le veci;
2. il bambino viene ripetutamente sottoposto a esami e trattamenti medici;
3. il responsabile dei maltrattamenti nega di sapere la causa della malattia del bambino;
4. la sintomatologia acuta si riduce quando il bambino viene allontanato dal responsabile.[16]

### Segnali di allarme per una possibile MSP
- Un bambino che soffre di vari problemi medici che non rispondono ai trattamenti oppure le loro evoluzioni sono inusuali e inspiegabili;
- un quadro clinico in cui i risultati delle analisi sono discordanti;
- un genitore molto coinvolto nell'ambiente ospedaliero che pare essere istruito nell'ambito della medicina;
- un genitore che sembra necessitare di un'attenzione permanente, che non lascia mai l'ospedale e il capezzale del figlio;
- un genitore che sembra stranamente calmo di fronte ai problemi medici rilevati, che richiede maggiori procedure, anche invasive, che domanda il trasferimento in altre strutture per ulteriori accertamenti;
- tra i fratelli e le sorelle ci sono stati casi simili che si sono conclusi con la morte del paziente;
- un genitore che soffre di affezioni simili a quelle del figlio;
- la relazione tra i genitori pare essere caratterizzata da un atteggiamento emotivo distaccato, il padre non si presenta in ospedale e non parla coi medici;
- un genitore che parla in continuazione di sventure che stanno colpendo la famiglia mentre il figlio è in ospedale;
- un genitore che è alla costante ricerca di ammirazione o attenzione;
- lo stato del paziente peggiora inspiegabilmente quando ne è prevista la dimissione;
- lo stato del paziente migliora sensibilmente quando il genitore viene allontanato dall'ambiente ospedaliero.[15][17]

### Sottotipi
Judith Libow e Herbert Schreirer del Children's Hospital Medical Centre di Oakland hanno classificato la MSP secondo le tipologie dei genitori:
1. cercatori di aiuto. Sono casi solo apparentemente simili a quelli della MSP. Normalmente si ha un unico episodio di malattia immaginaria piuttosto che una lunga serie di esperienze mediche. Posta di fronte all'evidenza, la madre reagisce con sollievo, è disposta a collaborare e non tradisce alcun segno di ostilità o rifiuto. L'inganno le consente di cercare le cure mediche per sé, legittimando attraverso il figlio ‘malato’ il bisogno di aiuto psicologico;
2. responsabili attivi. Sono i casi da manuale della MSP, in cui un genitore direttamente e attivamente provoca i sintomi nel bambino tramite soffocamento, iniezioni o avvelenamento. Quello che stupisce è che queste madri sono straordinariamente cooperative e grate verso i medici, tanto da sembrare le madri ideali;
3. medico-dipendenti. In questi casi di MSP l'inganno si limita a un falso resoconto dei precedenti clinici del bambino. Non c'è alcun intervento diretto sulla sintomatologia. Naturalmente, a causa di questi falsi sintomi, il bambino subisce molti esami inutili e dolorosi. Le madri sono convinte che i figli siano realmente malati e si risentono se medici e personale ospedaliero non confermano le loro convinzioni. I bambini di questo gruppo sono in genere più grandi. Le madri sono tendenzialmente più ostili, paranoiche ed esigenti verso i medici da cui sono ‘dipendenti’.[19][20]

Un altro sottotipo di MSP è stato individuato nella sindrome di Münchausen “seriale”, vale a dire che si ripete con più figli della stessa famiglia. In una rassegna di 117 casi riportati in letteratura, la percentuale di episodi che si ripetono all'interno della stessa famiglia è del 9%. Spesso nei casi di MSP seriale i figli “si ammalano” uno per volta, di solito intorno alla stessa età del fratello precedente, ma sono riportati casi in cui tutti i figli venivano ricoverati nello stesso momento.
Non necessariamente i famigliari sono i responsabili diretti dei maltrattamenti, la sindrome latente si manifesta a volte nella sua tipicità anche qualora avvengano per cause esterne casuali o naturali, è il caso di quella donna che dopo che il figlio annegò per cause naturali (anche se per gli investigatori incerto fu il ruolo della madre), interessò parossisticamente i media accusando un annegamento intenzionale da parte di terzi.

## Caratteristiche della madre affetta da MSP
La madre biologica è la responsabile della gran parte dei casi di MSP e spesso ha una preparazione medica di qualche tipo o lavora in ambito medico. Quando il figlio viene ricoverato si dimostra un'ottima interlocutrice per il personale sanitario, ascolta con attenzione e si dimostra collaborativa. È per questo che una diagnosi di MSP viene solitamente accolta con sorpresa dagli operatori, che la consideravano una madre affettuosa e amorevole.
L’importanza del suo ruolo di madre è di fatto attuato strumentalizzando la salute del figlio, dapprima rendendolo malato e poi mantenendolo tale per evitare cadute di validità della propria immagine di donna e genitore. La donna sentirà di avere un ruolo con la funzione di accudimento del figlio, per cui la sua identità incomincerà a strutturarsi nell'immagine della madre amorevole che esplica al massimo il suo ruolo nei momenti di malattia del figlio. Tale situazione è fortemente gratificante per la madre, al punto da essere da lei ricercata in maniera inconscia.
Infine è ricorrente il fatto che le madri abusanti siano state a loro volta vittime di maltrattamento, anche se in forma diversa, durante l'infanzia da parte dei genitori e chi ha subito questo abuso rischia di diventare a sua volta l'abusante.
Meadow, nei suoi studi su probabili casi di sindrome di Münchhausen per procura, riferisce che almeno il 70% delle madri abusanti aveva subito abusi emotivi durante l'infanzia e almeno un quarto di esse aveva subito abusi fisici o sessuali da bambine.

## Legami con la sindrome di Münchausen
Molte madri affette da MSP hanno a loro volta precedenti di sindrome di Münchausen. Randal Alexander et al. hanno studiato cinque famiglie affette da MSP seriale, famiglie, cioè, in cui più di un figlio aveva subito maltrattamenti. Da questo studio è emerso che l'80% delle madri aveva inventato, almeno una volta, la propria sintomatologia.
In ogni caso tutti gli esperti sembrano essere d'accordo sull'esistenza di un rapporto tra la MSP e la sindrome di Münchausen negli adulti.

## Terapia
I pazienti con sindrome di Münchausen per procura sono trattati raramente con successo, comunque le terapie implicano raramente l'utilizzo di psicofarmaci e impiegano anni di psicoterapia.
L'approccio migliore per evitare o contenere i rischi anche a lungo termine è reputato quello di un programma terapeutico integrato, con intervento non solo di psicologi e psichiatri, ma anche di pediatri e pedagogisti, professionisti dell'educazione delle agenzie di protezione dei bambini.